# Església de Sant Jaume Apòstol (la Pobla de Vallbona)
L'església de Sant Jaume Apòstol va ser la primera església que es va construir a la Pobla de Vallbona. No se sap exactament la data de construcció però es creu que va ser construïda als pocs anys de nàixer la població (1229-1239).
En la història d'aquesta església es distingeixen tres grans etapes: la primera, que va ser una edificació xicoteta, d'estil gòtic, i decorada amb pintures que daten del segle xv. La segona etapa, a partir del segle xvii, es van afegir diverses capelles a l'estil barroc, estil dominant a l'època. A la tercera etapa, que és la que arriba fins als nostres dies, l'església ha sigut ampliada gràcies a l'adquisició de nous terrenys on s'edifiquen noves capelles, un creuer i una cúpula d'estil neoclàssic-corinti, i a més, una torre campanar de base hexagonal.
Sobre la primera església que es va construir no es tenen dades de les mides i l'aspecte que podia tenir, però se sap que no va ser fins al segle xvii quan se li van afegir les capelles, així que es pot pensar que l'antiga església ocupava el que hui en dia és la nau central, d'uns 23 metres de llarg i 10 d'ample.
El 2017 l'arquebisbat va destituir al canonge encarregat de la parròquia de la Pobla de Vallbona per desfalc.